# 米爾科尤鄉
45°03′N 24°28′E / 45.050°N 24.467°E
米爾科尤鄉（羅馬尼亞語：Comuna Milcoiu, Vâlcea），是羅馬尼亞的鄉份，位於該國西南部，由沃爾恰縣負責管轄，面積31平方公里，海拔高度373米，2002年人口1,333，人口密度每平方公里44人。